# Valin
A valin  (INN: valine) egy α-aminosav (HO2CCH(NH2)CH(CH3)2).
Az l-valin egyike a 20 fehérjealkotó aminosavnak. Génkodonjai a GUU, GUC, GUA és a GUG.
Apoláris, esszenciális aminosav. A leucinhoz és izoleucinhoz hasonlóan a valin is elágazó láncú aminosav. Nevét a Valeriana növényről (macskagyökér) kapta. A sarlósejtes anémiában a hemoglobinba a hidrofil glutaminsav helyett a hidrofób valin épül be, ezért a hemoglobin hibás térállást vesz fel (folding).

## Bioszintézis
A valin esszenciális aminosav, vagyis az emberi szervezet nem képes előállítani, ezért a táplálékkal kell bevinni.
Növényekben piruvátból képződik több lépcsőben. A szintézis kezdetén leucin képződik. Az α-ketovalerát köztitermék reduktív amináláson megy keresztül glutamáttal. A bioszintézisben részt vevő enzimek: 
1. acetolaktát szintetáz
2. acetohidroxi sav izomeroreduktáz
3. dihidroxisav dehidratáz
4. valin aminotranszferáz

## Szintézis

DL-valin: Strecker-szintézis

Racém valin előállítható a izovaleriánsav brómozásával, majd az α-bróm származék aminálásával.
HO2CCH2CH(CH3)2  +  Br2   →    HO2CCHBrCH(CH3)2  +  HBr
HO2CCHBrCH(CH3)2  +  2 NH3   →    HO2CCH(NH2)CH(CH3)2  +  NH4Br

## Táplálkozás
A valin többek között megtalálható a túróban, sajtokban, halakban, szárnyasokban, földimogyoróban, szezámmagban és lencsében.

## Külső hivatkozások
- Isoleucine and valine biosynthesis